# 黑喉织布鸟
黑喉织布鸟（学名：Ploceus bengalensis）为文鸟科织布鸟属的鸟类。分布于印度、巴基斯坦、孟加拉国、英国以及中国大陆的云南等地，常见于开阔的稻田以及或见于田边飞机草丛中。该物种的模式产地在孟加拉国。其种加词“benghalensis”意为“孟加拉国的”。